# Jean Plaskie
Jean Plaskie (Bruselas, 24 de agosto de 1941 - 18 de septiembre de 2017) fue un futbolista belga, que jugó en la posición de defensa. Jugó con el R.S.C. Anderlecht durante trece temporadas y la selección belga. Con la selección, debutó en el partido Bélgica-Países Bajos en 1964. Con el Anderlecht, estuvo trece temporadas.